# Emmelia clerana
Emmelia clerana is een vlinder uit de familie van de uilen (Noctuidae). De wetenschappelijke naam van de soort is voor het eerst voorgesteld als Tarache clerana door Oswald Bertram Lower in een publicatie uit 1902.
De soort komt voor in West-Australië.